# Air Tahiti
La Air Tahiti è una compagnia aerea regionale, partecipata anche da Air France (7,5%), con sede a Papeete nell'isola di Tahiti della Polinesia Francese. Nel 2012 era la dodicesima compagnia aerea francese per traffico passeggeri con 754.136 passeggeri trasportati.

## Storia

### Prime operazioni
La società fu ufficialmente fondata nel luglio 1950 da Jean Arbelot e Marcel Lasserre con la denominazione Air Tahiti S.A. dopo che le attività di volo erano già iniziate (13 marzo 1949) con un idrovolante da 7 posti, un Grumman Widgeon J-4F. Le attività si svolgevano tra Papeete, Raiatea e Bora Bora. Nel 1951, il Ministero per l'Oltremare acquistò un velivolo anfibio Grumman G.73 Mallard, che l'aerolinea fu autorizzata ad utilizzare. Infatti, nel mese di maggio, inaugurò un servizio postale quindicinale tra Papeete e Aitutaki (Isole Cook). Air Tahiti cessò temporaneamente tutte le operazioni nel luglio 1952 dopo che un incidente in cui si ferì l'unico pilota. I servizi ripresero nell'aprile 1953 ampliandosi a tutte le isole della Polinesia Francese. Nel 1953 fu effettuato il primo ammaraggio nell'arcipelago delle Gambier. Nell'ottobre 1953 avvenne il primo volo verso le isole Marchesi con un ammaraggio a Taiohae/Nuku Hiva. Per un breve periodo fu utilizzato anche un Grumman G.44.

### RAI
Nel luglio 1953 l'amministrazione del Territorio assegnò il G.73 alla Régie Aérienne Interinsulaire, una sussidiaria della francese TAI-Transports Aériens Intercontinentaux, che aveva acquisito i diritti di trasporto aereo tra la madrepatria e la Polinesia Francese.  RAI acquistò anche due idrovolanti Consolidated PBY Catalina per espandere i collegamenti. La rete fu ampliata e, nel 1955, i piccoli arcipelaghi oceanici furono decisamente meglio serviti con l'apertura di rotte per Tubuai e Raivavae.
Il 1° gennaio 1958 la società fu ribattezzata Réseau Aérien Interinsulaire. Continuò ad utilizzare idrovolanti e ampliò la rete includendo Tuamotu.  Nel frattempo era entrato in servizio anche un capiente idrovolante Short S.25 Sandringham, il cui compito principale era il collegamento tra l'incantevole isola Bora-Bora e Papeete. La costruzione dell'aeroporto internazionale Faa'a di Papeete nel 1960 fu seguita da un vasto programma di costruzione di scali in tutta la Polinesia Francese. Di conseguenza la flotta RAI incorporò il primo aereo terrestre, un non giovane ma robusto Douglas DC 4. Quindi i piccoli ma versatili Britten-Norman BN-2 "Islander" ed i più capienti de Havilland Canada DHC-6 "Twin Otter".

### Air Polynésie
il 1° gennaio 1970 fu ufficialmente adottata la nuova ragione sociale Air Polynésie. Soprannominata "Air Po" dai nativi, l'aerolinea voleva così affermare più marcatamente l'identità con un territorio molto vasto. Furono implementati i servizi regolari e, in particolare, verso le isole più remote. Di fatto Air Polynésie aveva un "monopolio virtuale" in virtù di una convenzione con il governo del territorio. Nell'aprile 1971 iniziava ad operare anche verso Huahine.
Il consolidamento fu accompagnato dall'adozione di macchine più impegnative quali i biturbina Fokker F27 "Friendship" cui si aggiunsero anche esemplari costruiti in U.S.A. dalla Fairchild, FH.27 ed FH.227. Ma tutto ciò, evidentemente, non bastava ancora. Alla fine del 1984, di fronte alla necessità di nuovi capitali per l'acquisto di aerei ancora più moderni, la società minacciava di liquidarsi a meno che il governo territoriale non garantisse un prestito. Ma tutto questo non poteva sfuggire all'osservazione dei preposti organi della Francia metropolitana. Nel 1985 UTA (scaturita dalla fusione tra TAI e UAT) vendette il suo cospicuo pacchetto azionario: il 25% al governo della Polinesia Francese e il restante 45% a investitori locali.  

### Air Tahiti
Rassicurata e consolidata in mano ad esponenti indigeni, il 1° gennaio 1987 la csocietà fu nuovamente ribattezzata Air Tahiti (terza volta in cui veniva utilizzato questo nome). Di lì a poco entravano in servizio i turboelica franco-italiani ATR 42. Quindi anche i più capienti ATR 72. Attualmente ne sono in servizio, rispettivamente, due e otto esemplari.

## Destinazioni
Air Tahiti raggiunge 48 isole della Polinesia Francese e delle Isole Cook.

### Isole della Società
- Bora Bora
- Huahine
- Maupiti
- Moorea
- Raiatea
- Tahiti (Hub)

### Arcipelago Tuamotu
- Aratika
- Omaru
- Arutua
- Faaite
- Fakarava
- Katiu
- Kauehi
- Kaukura
- Manihi
- Mataiva
- Niau
- Rangiroa
- Takapoto
- Takaroa
- Tikehau
- Apataki
- Fakahina
- Puka-Puka
- Takume

### Arcipelago orientale delle Tuamotu-Gambier
- Anaa
- Fangatau
- Hao
- Hikueru
- Mangareva
- Makemo
- Napuka
- Nukutavake
- Pukarua
- Raroia
- Reao
- Tatakoto
- Tureia
- Vahitahi

### Arcipelago delle Marchesi
- Hiva Oa
- Nuku Hiva
- Ua Huka
- Ua Pou

### Arcipelago Australe
- Raivavae
- Rimatara
- Rurutu
- Tubuai

### Isole Cook
- Rarotonga

## Flotta
- 2 ATR42-600
- 8 ATR72-600
- 2 Twin Otter
- 3 Beechcraft Super King Air[5]

## Incidenti
Il 18 aprile 1991, il volo Air Tahiti 805 era in avvicinamento all'aeroporto di Nuku Hiva, quando l'aereo, un Dornier 228, subì un guasto al motore e tentò di abbandonare vicino alla costa. 10 dei 20 occupanti dell'aereo sono stati uccisi.